# Berezneakî, Reșetîlivka
Berezneakî (în ucraineană Березняки) este un sat în comuna Suhorabivka din raionul Reșetîlivka, regiunea Poltava, Ucraina.

## Demografie
Componența lingvistică a localității Berezneakî
     Ucraineană (97,83%)
     Rusă (1,09%)
     Belarusă (1,09%)
Conform recensământului din 2001, majoritatea populației localității Berezneakî era vorbitoare de ucraineană (97,83%), existând în minoritate și vorbitori de rusă (1,09%) și belarusă (1,09%).